# Куп Србије у одбојци 2023/24.
Куп Србије у одбојци 2023/24. је осамнаесто такмичење организовано под овим називом од стране Одбојкашког савеза Србије.

## Учесници
- Борац, Старчево
- Војводина, Нови Сад
- Врање, Врање
- Јединство, Стара Пазова
- Карађорђе, Топола
- Кулпин, Кулпин
- Младеновац, Младеновац
- Млади радник, Пожаревац
- Ниш, Ниш
- Нови Пазар, Нови Пазар
- Партизан Ефбет, Београд
- Раднички доо, Крагујевац
- Рибница, Краљево
- Спартак, Суботица
- Таково, Горњи Милановац
- Црвена звезда, Београд

## Календар такмичења
- Осмина финала: 30. септембар — 1. октобар 2023.
- Четвртфинале: 8. и 15. новембар 2023.
- Полуфинале: 6. и 26—27. децембар 2023.
- Финале: 25. фебруар 2024.

## Осмина финала
Жреб парова осмине финала Купа Србије у сезони 2023/24. одржан је 18. септембра 2023. године.
У осмини финала се игра једна утакмица.
| Датум и време      |                  | Резултат       |                        | Сетови  | Сетови  | Сетови  | Сетови  | Сетови  |
| Датум и време      | 1.               | Резултат       | 2.                     | 3.      | 4.      | 5.      |         |         |
| ------------------ | ---------------- | -------------- | ---------------------- | ------- | ------- | ------- | ------- | ------- |
| 30. 9. 2023. 17:00 | Спартак Суботица | 3 : 0 Извештај | Јединство Стара Пазова | 25 : 17 | 27 : 25 | 25 : 19 |         |         |
| 30. 9. 2023. 18:00 | Војводина        | 3 : 0 Извештај | Нови Пазар             | 25 : 12 | 25 : 15 | 25 : 14 |         |         |
| 30. 9. 2023. 18:30 | Млади радник     | 3 : 0 Извештај | Младеновац             | 25 : 14 | 25 : 18 | 25 : 12 |         |         |
| 30. 9. 2023. 18:15 | Црвена звезда    | 3 : 0 Извештај | Кулпин                 | 25 : 10 | 25 : 23 | 25 : 12 |         |         |
| 30. 9. 2023. 19:00 | Таково           | 3 : 2 Извештај | Карађорђе              | 25 : 22 | 27 : 29 | 25 : 22 | 11 : 25 | 15 : 11 |
| 30. 9. 2023. 19:00 | Рибница          | 3 : 1 Извештај | Ниш                    | 25 : 19 | 25 : 20 | 23 : 25 | 25 : 15 |         |
| 1. 10. 2023. 17:00 | Партизан Ефбет   | 3 : 0 Извештај | Врање                  | 25 : 8  | 25 : 12 | 25 : 12 |         |         |
| 1. 10. 2023. 17:00 | Раднички доо     | 3 : 0 Извештај | Борац Старчево         | 25 : 21 | 25 : 18 | 25 : 11 |         |         |

## Четвртфинале
Жреб парова четвртфинала Купа Србије у сезони 2023/24. одржан је 17. октобра 2023. године.
У осмини финала се игра једна утакмица.
| Датум и време       |                | Резултат       |                  | Сетови  | Сетови  | Сетови  | Сетови | Сетови |
| Датум и време       | 1.             | Резултат       | 2.               | 3.      | 4.      | 5.      |        |        |
| ------------------- | -------------- | -------------- | ---------------- | ------- | ------- | ------- | ------ | ------ |
| 8. 11. 2023. 18:00  | Раднички доо   | 3 : 0 Извештај | Таково           | 25 : 22 | 25 : 18 | 25 : 15 |        |        |
| 8. 11. 2023. 19:00  | Војводина      | 3 : 0 Извештај | Црвена звезда    | 25 : 20 | 25 : 19 | 25 : 22 |        |        |
| 8. 11. 2023. 20:00  | Рибница        | 0 : 3 Извештај | Млади радник     | 22 : 25 | 16 : 25 | 22 : 25 |        |        |
| 15. 11. 2023. 18:30 | Партизан Ефбет | 3 : 0 Извештај | Спартак Суботица | 25 : 21 | 25 : 16 | 25 : 21 |        |        |

## Полуфинале
Жреб парова полуфинала Купа Србије у сезони 2023/24. одржан је 17. новембра 2023. године.
У полуфиналу се играју две утакмице (једна на домаћем и једна на гостујућем терену). У случају да противници остваре по једну победу, финалисту одређује бољи сет количник. Уколико је и сет количник исти, победник двомеча је клуб који је остварио бољи поен количник. Ако су противници изједначени и по поен количнику, победник се добија одигравањем златног сета.
| Датум и време       |              | Резултат       |              | Сетови  | Сетови  | Сетови  | Сетови | Сетови |
| Датум и време       | 1.           | Резултат       | 2.           | 3.      | 4.      | 5.      |        |        |
| ------------------- | ------------ | -------------- | ------------ | ------- | ------- | ------- | ------ | ------ |
| 6. 12. 2023. 19:00  | Раднички доо | 0 : 3 Извештај | Млади радник | 22 : 25 | 18 : 25 | 21 : 25 |        |        |
| 26. 12. 2023. 17:00 | Млади радник | 0 : 3 Извештај | Раднички доо | 23 : 25 | 22 : 25 | 18 : 25 |        |        |

- Млади радник се на основу бољег поен количника пласирао у финале.[4]

| Датум и време       |                | Резултат       |                | Сетови  | Сетови  | Сетови  | Сетови  | Сетови  |
| Датум и време       | 1.             | Резултат       | 2.             | 3.      | 4.      | 5.      |         |         |
| ------------------- | -------------- | -------------- | -------------- | ------- | ------- | ------- | ------- | ------- |
| 6. 12. 2023. 18:30  | Партизан Ефбет | 2 : 3 Извештај | Војводина      | 20 : 25 | 23 : 25 | 25 : 16 | 25 : 19 | 13 : 15 |
| 27. 12. 2023. 19:00 | Војводина      | 3 : 2 Извештај | Партизан Ефбет | 25 : 16 | 23 : 25 | 20 : 25 | 25 : 23 | 15 : 13 |

- Војводина се са две победе пласирала у финале.[5]

## Финале
Домаћин финала Купа Србије у обе конкуренције по први пут је био Обреновац, а утакмице су одигране у дворани СКЦ Обреновац. Оба финална сусрета директно је преносио РТС 2. Био је ово трећи пут у историји да су се у финалу националног купа састали одбојкаши Војводине и Младог радника. Претходних пута то се догађало у сезонама 2006/07. и 2011/12, а у оба сусрета успешнији је био клуб из Новог Сада. Такође, Млади радник је претходно четири пута играо финале Купа Србије, али ниједном није победио.
Одбојкаши Војводине су били успешнији и овога пута, док су њихови ривали из Пожаревца забележили и пети пораз у финалима Купа Србије. Новосађанима је ово био укупно шеснаести трофеј у националном купу, а шести откад то такмичење носи назив Куп Србије. За најкориснијег играча финала проглашен је Жарко Убипарип, примач победничке екипе.
| Датум и време      |           | Резултат       |              | Сетови  | Сетови  | Сетови  | Сетови  | Сетови |
| Датум и време      | 1.        | Резултат       | 2.           | 3.      | 4.      | 5.      |         |        |
| ------------------ | --------- | -------------- | ------------ | ------- | ------- | ------- | ------- | ------ |
| 25. 2. 2024. 16:30 | Војводина | 3 : 1 Извештај | Млади радник | 25 : 22 | 22 : 25 | 25 : 22 | 25 : 21 |        |

| Победник Купа Србије у одбојци 2023/24. |
| --------------------------------------- |
| ОК Војводина 6. титула                  |